# Steve Bikoplein
Het Steve Bikoplein (tot 1978: Pretoriusplein) is een plein in Amsterdam-Oost.

## Naam
Het plein kreeg op 21 september 1904 de naam Pretoriusplein, een vernoeming naar Andries Pretorius, ook naamgever van Pretoria de hoofdstad van Zuid-Afrika. Op 1 februari 1978 werd het plein hernoemd naar Steve Biko, een voorvechter van de burgerrechten in Zuid-Afrika. Hij overleed onder dubieuze omstandigheden in de Zuid-Afrikaanse cel aan hersenletsel en kneuzingen op 12 september 1977. Een van de initiatiefnemer daartoe was raadslid Wim Polak. De naamswijziging viel niet bij iedereen in goede aarde; bedrijven konden voorgedrukte rekeningen, folders, plastic tasjes etc. weggooien. Op 21 augustus 1978 werden de oude straatbordjes vervangen door de nieuwe waarbij Wim Polak, dan burgemeester van Amsterdam, het eerste bordje aan een gemeentemedewerker overhandigde. In 1982 vond nog een officieuze vervolgactie plaats. Straatnaambordjes in de Transvaalbuurt werden door een antiracistische actiegroep overgeplakt met bordjes die verwezen naar verzetsstrijders tegen het apartheidsregime. Ook in 1985 werd er druk uitgeoefend op de gemeente om de straatnamen te wijzigen, toen werd een deel van de bordjes ontvreemd; alles bleef echter bij het oude.
Het plein ligt in de van oost naar west lopende Pretoriusstraat (vernoemd naar dezelfde Pretorius) en van noord naar zuid lopende Laing’s Nekstraat (naar de Slag bij Laingsnek). Naar het zuidoosten loopt nog de Paardekraalstraat (vernoemd naar de boerderij Paardekraal nabij Krugersdorp) weg van het plein.

## Gebouwen
De bebouwing vond pas later plaats naar een plan van Hendrik Petrus Berlage, die hier een arbeidersbuurt ontwierp voor arbeiders uit de verkrotte panden uit de binnenstad. Tussen 1909 en 1915 werden de zijkanten van het plein volgebouwd. Het lag in de verwachting dat het middenstuk bebouwd zou worden door een kerk of scholen, maar dat kwam er niet van. Er werd nog een voorstel gedaan het plein te bebouwen met winkels, maar ook dat vond geen doorgang. Het ontwerp daartoe van Harry Elte kreeg nog de goedkeuring van Berlage, maar werd niet gerealiseerd. Op het plein staat ook een kleine kiosk. Opvallend is dat alle vier de gevelwanden sinds 2013 in een procedure zitten om benoemd te worden tot gemeentelijk monument, dat op 18 juni 2024 leidde tot een daadwerkelijke benoeming als zodang:
- Steve Bikoplein 2-12, samen met Retiefstraat 43 en Laing’s Neckstraat 30-32; architect Heere van der Schaar in de Traditionalismestijl met opvallend middenportiek
- Steve Bikoplein 3-11, samen met Pretoriusstraat 46-50; architect Johannes Bernardus Sellmeijer in de Traditionalismestijl gebouwd door en voor zijn eigen particuliere bouwonderneming; hij was tevens makelaar
- Steve Bikoplein 13-21, samen met Paardekraalstraat 2-6 en Laing’s Nekstraat 31-33, architect Andries Johannes Donker of Abram Johannes Donker
- Steve Bikoplein 18-24.

### Steve Bikoplein 18-24
Dit complex (Steve Bikoplein 18-24, samen met Laing’s Neckstraat 34 en Pretoriusstraat 53, die laatste zijn hoekpanden) werd gebouwd in opdracht van de Amsterdamse Coöperatieve Onderwijzersbouwvereniging ACOB naar een ontwerp van Jop van Epen, die ook de inrichting ontwierp. Het was zijn tweede opdracht voor ACOB; in de gevel wordt de ACOB met een plateau vermeld. De beide hoeken zijn stomp uitgevoerd hetgeen de architect de ruimte gaf enige vijfkamerwoningen in het complex te laten bouwen. De woningen zijn gebouwd in een mengeling van Rationalisme en Amsterdamse Schoolstijl. Karakteristiek zijn de vijfhoekige erkers (de lange zijde is deel van de kamer); ze worden gedragen door natuurstenen consoles. De erkers is de gevelwand eindigen in een bakstenen dakkapel.
Er zijn geen gebouwen benoemd tot rijksmonument.

## Kunst

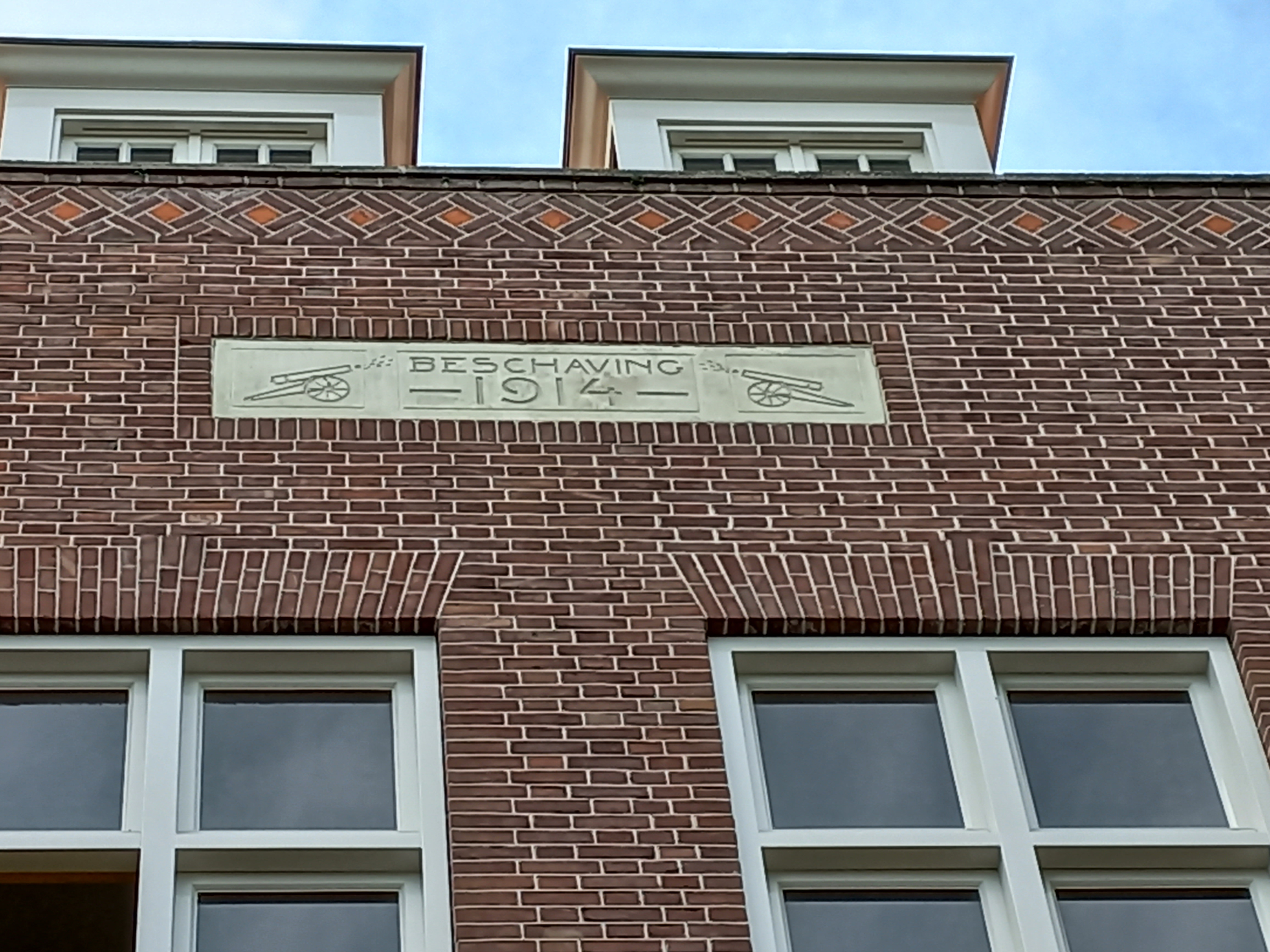
Gevelsteen Eerste Wereldoorlog (foto augustus 2024)

Op het plein is geen kunst in de openbare ruimte te vinden. Wel is de eerder genoemde kiosk waarin het speelhuisje (het leent sport- en spelattributen uit) in 2003 versierd in de trant van een social sofa. De gevel van het huisje dat naar het plein is gekeerd, is onder leiding van kunstenares Carmen Vossen in zijn geheel voorzien van mozaïeksteentjes. Kinderen uit de buurt hielpen mee met het "beplakken" van de kiosk. De aangebrachte klok moet als oog waken over de kinderen. Het mozaïek geeft alle bevolkingsgroepen weer die om het plein wonen. Ook op zitplaatsen voor de kiosk zijn enkele mozaïeken te vinden.

### Oorlogsmonument
In Amsterdam zijn veel oorlogsmonumenten ter nagedachtenis van de Tweede Wereldoorlog te vinden. Het Steve Bikoplein is daarop een tweeledige uitzondering. Een dergelijk monument is er niet te vinden, maar wel een gevelsteen ter nagedachtenis van het uitbreken van de Eerste Wereldoorlog op 28 juli 1914. De gevelsteen waarbij –beschaving- van twee kanten door kanonnen wordt kapot geschoten is te vinden op huisnummer 18-20. 

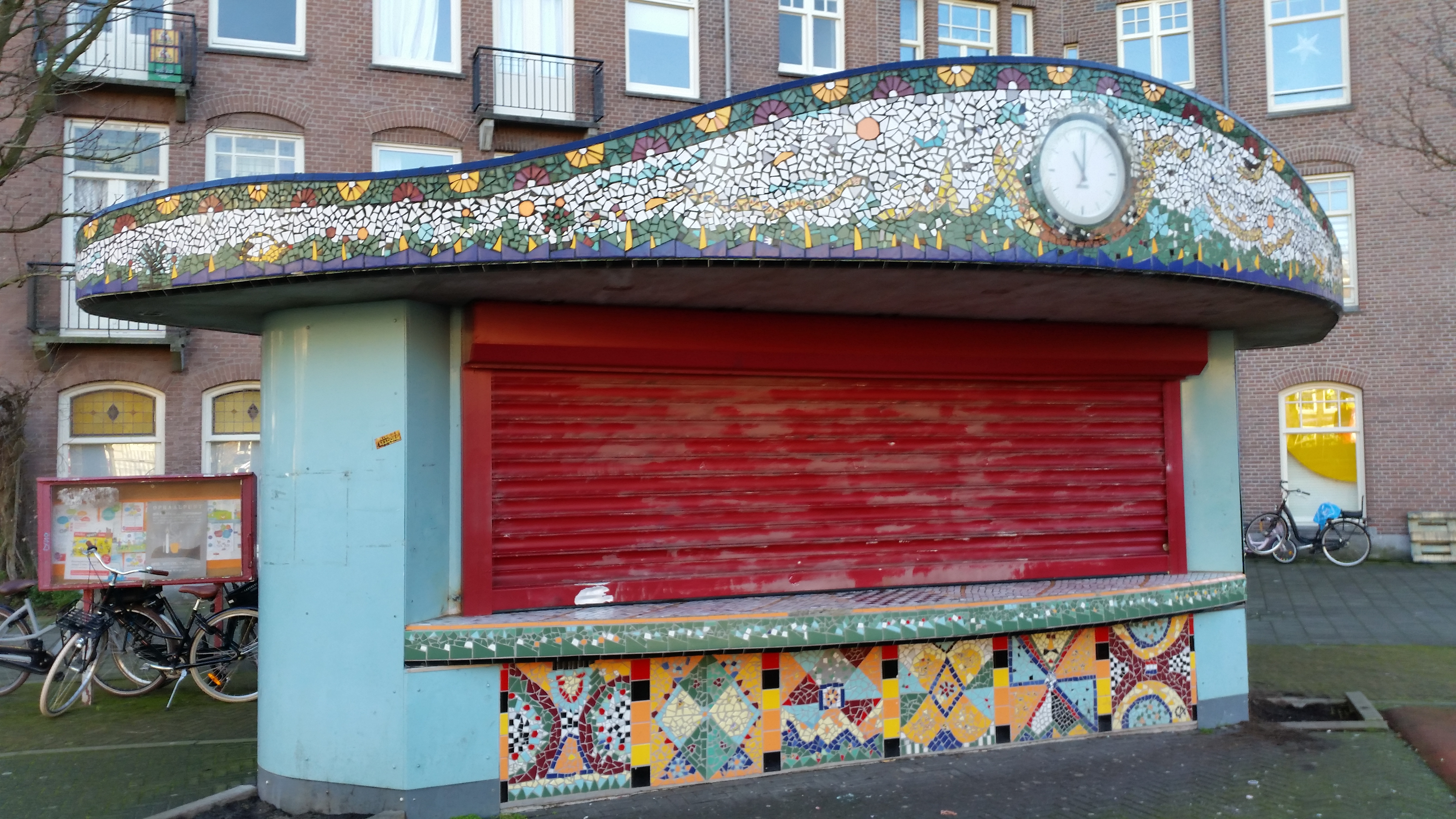
Kiosk (februari 2019)

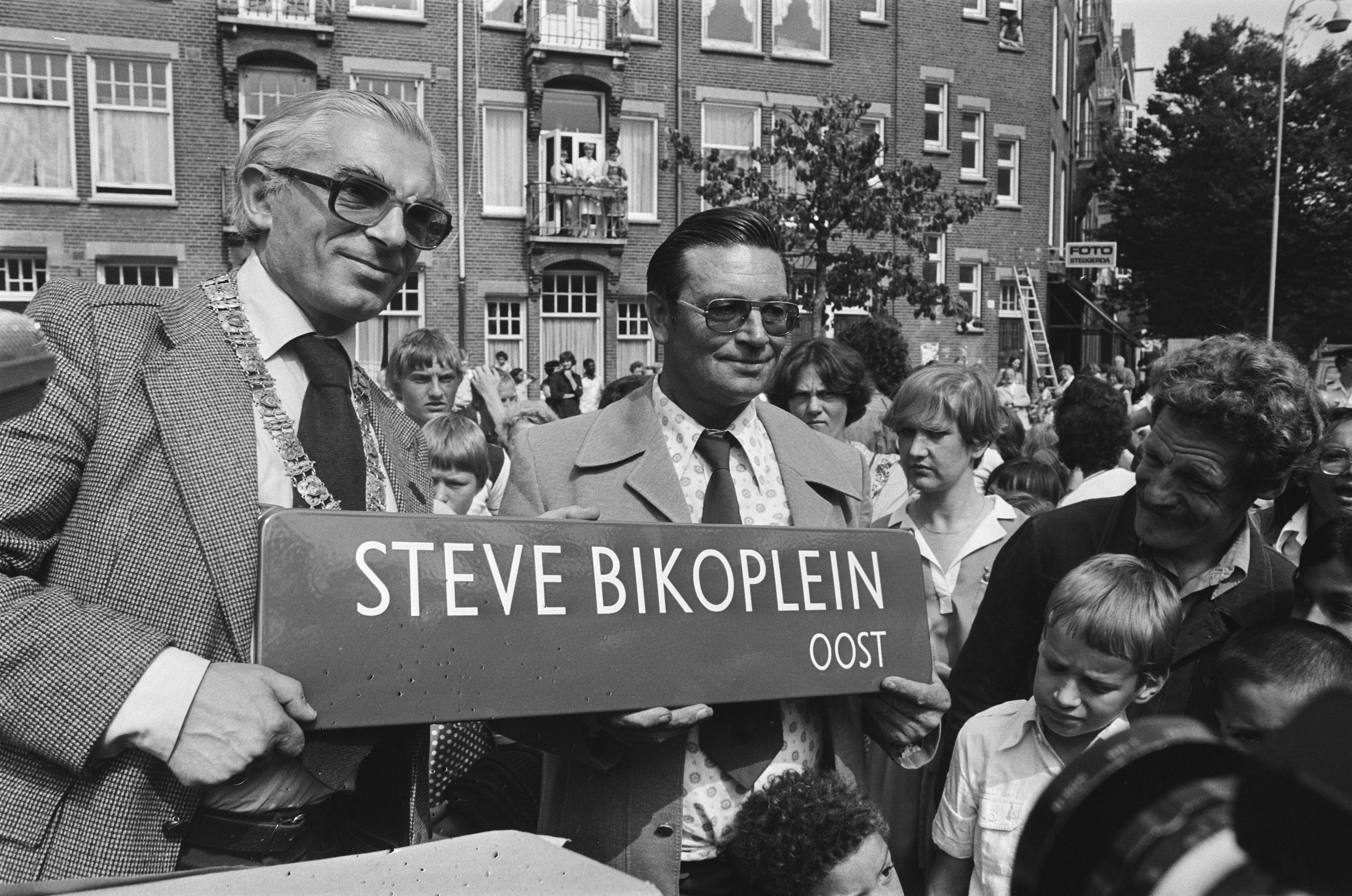
Wim Polak met het nieuwe straatnamenbord, 21 augustus 1978